# Gobierno y política de Tailandia
La política de Tailandia tiene lugar dentro del marco de una monarquía parlamentaria democrática, donde el primer ministro es el jefe de Gobierno y un monarca hereditario es el jefe de Estado. El poder judicial es independiente de las ramas ejecutiva y legislativa.
El Gobierno de Tailandia (en tailandés, รัฐบาลไทย) es el Gobierno unitario del Reino de Tailandia. Desde 1932, Tailandia ha sido una monarquía constitucional bajo un sistema democrático parlamentario. El país ha existido de alguna forma desde el siglo XIII, pero surgió como un Estado nación moderno desde la fundación de la dinastía Chakri y la ciudad de Bangkok en 1782. La Revolución de 1932 puso fin a la monarquía absoluta y la remplazó con un sistema de monarquía constitucional; sin embargo, desde entonces el sistema democrático ha sido debilitado y el país ha sido gobernado por una sucesión de líderes militares instalados gracias a golpes de Estado, siendo el más reciente el de 2014. Bajo la Constitución de Tailandia de 2007 (redactada por un consejo nombrado por los militares, pero aprobada por un referéndum), estableció la estructura actual del Gobierno de Tailandia. Hasta el momento, Tailandia ha tenido diecisiete constituciones, lo que refleja el alto grado de inestabilidad política; sin embargo, la estructura básica del Gobierno ha permanecido igual, siguiendo como modelo el sistema Westminster. Todas las ramas del Gobierno están ubicadas en Bangkok, la capital de Tailandia.

## Antecedentes

### Constitución de 2002
Durante la vigencia de la Constitución de 1997, el sistema político estaba basado en una monarquía constitucional con los poderes del Estado separados al modo occidental, en la que la figura del Monarca, como jefe de Estado, tenía una función representativa aunque era, al mismo tiempo, el defensor del budismo tai. El poder legislativo residía en la Asamblea Nacional de Tailandia, en un sistema bicameral compuesto por el Sapha Phuthaen Ratsadon (Cámara Baja), que consistía en una Cámara de representantes con 500 escaños y en un Senado (Wuthisapha) con 200 escaños. Los miembros de ambas cámaras eran elegidos por sufragio universal.
El más alto nivel judicial lo ocupaba el Tribunal Supremo o Sandika, cuyos jueces eran designados por el monarca. El poder ejecutivo lo formaba un primer ministro y un gobierno de 26 miembros que respondía ante la Asamblea Nacional.El gobierno

### Golpe de Estado de 2006
El 19 de septiembre de 2006, las fuerzas del Real Ejército Tailandés tomaron Bangkok en un golpe de Estado que derrocó al primer ministro Thaksin Shinawatra. La Junta Militar que formaron los golpistas estuvo presidida por el general Sonthi Boonyaratglin que abolió la Constitución, disolvió los poderes ejecutivo, judicial y legislativo, impuso la ley marcial y prohibió las actividades políticas, estableciendo además la censura de prensa y el control de las comunicaciones. Los argumentos que esgrimieron los golpistas fue la grave crisis de deterioro del sistema político como consecuencia de presuntas irregularidades financieras del primer ministro depuesto.
Tras un breve periodo, el Consejo para la Reforma Democrática (nombre con el que se autodenominó la Junta Militar), obtuvo el beneplácito del Rey Bhumibol Adulyadej y nombró un nuevo poder ejecutivo, así como dictó una Constitución provisional. El nuevo primer ministro desde el 1 de octubre fue el general Surayud Chulanont y el mismo día entró en vigor un texto constitucional provisional que mantiene la monarquía, si bien reserva para la Junta Militar, ahora denominada Consejo de Seguridad Nacional, la facultad de modificar el gobierno y el propio primer ministro y elegir la Asamblea Constituyente para que en el plazo de un año presente un nuevo texto constitucional. 

## La Monarquía

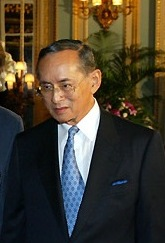
El rey Bhumibol Adulyadej ha estado en el trono desde 1946 hasta octubre de 2016.

El rey de Tailandia hasta el 13 de octubre de 2016 fue Bhumibol Adulyadej (o Rama IX) y es uno de los monarcas con el reinado más largo de la Historia y fue el rey con más tiempo en el trono de su país, pues estuvo en el trono desde 1946 hasta su fallecimiento en el año 2016. Actualmente el rey es Vajiralongkorn (Rama X), que ascendió al trono de Tailandia el 13 de octubre de 2016. La Constitución de Tailandia estipula que si bien la soberanía del Estado está investida en el pueblo, el rey puede ejercer tales poderes a través de tres ramas del gobierno. Como monarca constitucional, el poder del rey está limitado a uno simbólico; sin embargo, la institución mantiene gran cantidad de respeto y reverencia del pueblo tailandés.

## Poder Ejecutivo

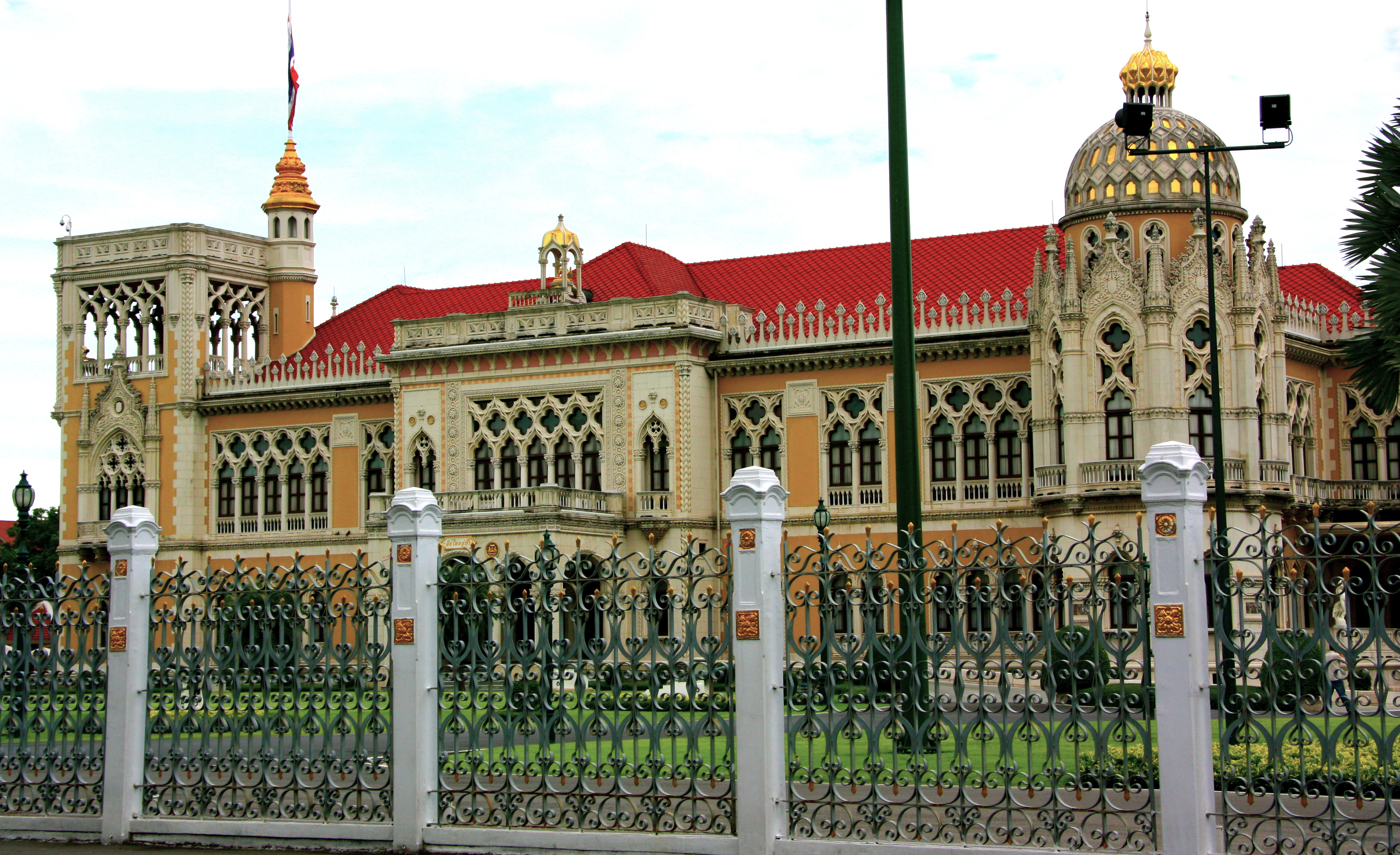
Casa de Gobierno de Tailandia, sede del primer ministro y el gabinete de Tailandia.

### Primer ministro
Desde 1932, el jefe de Gobierno de Tailandia ha sido el primer ministro, usualmente el líder del partido mayoritario o de la coalición más importante de la cámara baja del Parlamento. Según la Constitución, el primer ministro debe ser elegido primero por una elección en la cámara baja y, luego, ser oficialmente nombrado por el rey.
Como jefe del poder ejecutivo, el primer ministro es también líder del Gabinete de Tailandia. Por tanto, retiene la prerrogativa de nombrar o remover a cualquier ministro. Como el miembro más visible del Gobierno, el primer ministro represente al país en el exterior y en el interior es el principal portavoz del Gobierno. La residencia oficial del primer ministro es Baan Phitsanulok, una mansión ubicada en el distrito Dusit de Bangkok.
El primer ministro de Tailandia desde 2014 hasta 2023 fue Prayuth Chan-ocha, comandante en jefe del Real Ejército Tailandés, quien a raíz de la inestabilidad política encabezó un golpe de Estado el 22 de mayo de 2014 y formó una junta militar de gobierno, imponiendo una dictadura. Tras la aprobación de una nueva Constitución en 2016, se dio inicio a una transición democrática que desembocó en la celebración de elecciones generales en marzo de 2019, que confirmaron a Prayuth Chan-ocha como primer ministro de iure. Tras las Elecciones generales de 2023, Srettha Thavisin asumió como nuevo primer ministro.

## Poder Legislativo

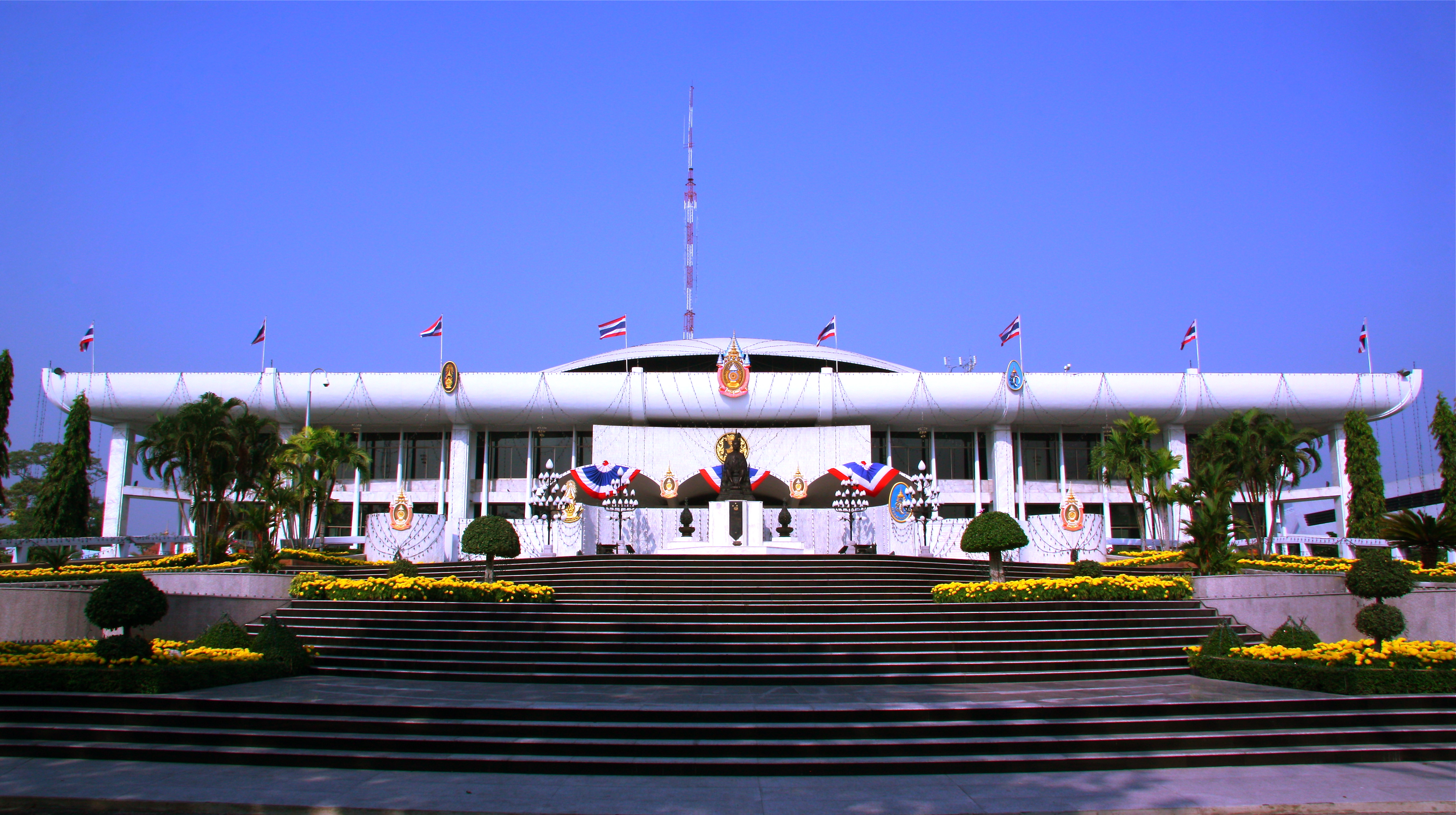
Parlamento de Tailandia, sede tanto de la Cámara de Representantes como del Senado desde 1974.

El poder legislativo (también denominado Parlamento de Tailandia) del Gobierno de Tailandia fue establecido por primera vez en la Constitución provisional de 1932. La Asamblea Nacional se reunió por primera vez el 28 de junio de 1932 en el Salón del Trono de Ananda Samakhom.
La forma actual del poder legislativo data de 2007. Se trata de un órgano bicameral que comprende el Senado y la Cámara de Representantes. La Asamblea Nacional cuenta con 650 miembros.

### El Senado
La cámara alta del poder legislativo fue fundada en 1946; sin embargo, la mayor parte de la historia del Senado ha sido una plaza fuerte de los militares y la élite. El actual Senado cuenta con 150 miembros: 76 de ellos son elegidos por cada una de las 75 provincias de Tailandia y uno por el área metropolitana de Bangkok; mientras que los 74 restantes son elegidos por la Comisión de Selección del Senado, conformada tanto por oficiales electos como nombrados.

### La Cámara de Representantes
La cámara baja del poder legislativo de Tailandia ha existido de alguna forma desde 1932. La Cámara de Representantes es la cámara legislativa primaria del Gobierno de Tailandia. La Cámara cuenta con 500 miembros: 375 de los diputados son elegidos directamente por circunscripciones electorales de todo el país; mientras que los 125 restantes son seleccionados usando el sistema de representación proporcional por medio de listas electorales. Los diputados son seleccionados de varias áreas electorales (cada una de las cuales consiste en varias provincias). En este sistema, cada votante tiene dos votos: uno para el diputado de su circunscripción y otro para un partido en el área electoral del votante.
La Cámara cuenta con 7 partidos políticos y es la cámara legislativa más poderosa de las dos existentes. La Cámara tiene el poder de remover tanto al primer ministro como a los ministros del gabinete por medio de un voto de no confianza.

## Partidos políticos y elecciones
| Resumen de los resultados de las elecciones generales del 23 de diciembre de 2007 de la Cámara de Representantes de Tailandia |

| Partido | Circunscripción | Circunscripción | Circunscripción | Proporcional | Proporcional | Proporcional | TOTAL |
| Partido | Votos           | %               | Escaños         | Votos        | %            | Escaños      | TOTAL |
| --- | --------------- | --------------- | --------------- | ------------ | ------------ | ------------ | ----- |
| Partido del Poder del Pueblo                                                                                                  | 26,293,456      | 36.63           | 199             | 14,071,799   | 39.60        | 34           | 233   |
| Partido Demócrata | 21,745,696      | 30.30           | 132             | 14,084,265   | 39.63        | 33           | 165   |
| Nación Tailandesa | 6,363,475       | 8.87            | 33              | 1,545,282    | 4.35         | 4            | 37    |
| Por la Tierra Natal | 6,599,422       | 9.19            | 17              | 1,981,021    | 5.57         | 7            | 24    |
| Partido de Desarrollo Nacional Tailandeses Unidos                                                                             | 3,395,197       | 4.73            | 8               | 948,544      | 2.67         | 1            | 9     |
| Partido Democrático Neutral                                                                                                   | 3,844,673       | 5.36            | 7               | 528,464      | 1.49         | 0            | 7     |
| Leales a la Corona | 1,632,795       | 2.27            | 4               | 750,158      | 2.11         | 1            | 5     |
| Otros | 1,897,953       | 2.64            | —               | 1,626,234    | 4.58         | —            | 0     |
| Votos válidos | 71,772,667*     | 100             | 400             | 35,535,767   | 100          | 80           | 480   |
| Votos en blanco |                 |                 |                 | 906,216      | 2.32         |              |       |
| Votos no válidos | 2,539,429       | 6.51            |                 |              |              |              |       |
| Participación total | 38,981,412      | 85.38           |                 |              |              |              |       |
| Fuente: The Nation *Como las circunscripciones eligen entre uno y tres diputados, algunas personas tuvieron dos o tres votos. |                 |                 |                 |              |              |              |       |